# فرشاد فداییان
فرشاد فداییان، متولد ۱۳۲۶ بابل، مستندساز و عکاس ایرانی است. او دانش‌آموخته رشته فلسفه از دانشگاه تبریز است و از سال ۱۳۶۷ مستند سازی را با فیلم “سنگ، مادر خاموش” آغاز کرد و تا امروز نزدیک به ۸۰ فیلم کوتاه و بلند با موضوعات مختلف ساخته است.

## فیلم‌شناسی
فرشاد فدائیان بیش از ۷۰ عنوان مستند را طراحی، نویسندگی، تهیه‌کنندگی و کارگردانی کرده است:
- خاک تا سنگ ۱۳۶۷
- سنگ، مادر خاموش ۱۳۶۶ – ۱۳۶۷
- شناسنامه کارخانه‌ای فراموش شده (سه اپیزود ۱۳۷۱–۱۳۶۹)
- آبسال ۱۳۷۳
- L.A.B (سال ۱۳۷۳)
- او و پرنده‌ها ۱۳۷۵
- گولش منزل ۱۳۷۵
- در مدرسه سید قلیچ ایشان ۱۳۷۶
- دام ۱۳۷۶
- مسافران کوچک سفری بی‌انتها ۱۳۷۷
- فیلم – موسیقی "شهرزاد" ۱۳۷۸
- یموت، یک خانه، یک ایل ۱۳۷۸
- یک سازه، یک سد ۱۳۸۰–۱۳۷۵
- سازه‌های آبی در تمدن خوزستان (سه اپیزود _ اپیزود: کارون و دز ۱۳۸۱ – ۱۳۷۹)
- ورود ممنوع ۱۳۸۲
- مرزها ۱۳۸۲
- L.A.B ۲ (سال ۱۳۸۲)
- آخرین بخشی ۱۳۸۲
- مهمان‌خانهٔ عذرا ۱۳۸۳
- خانهٔ ایوب ۱۳۸۳
- ورودی‌ها ۱۳۸۳
- بار دیگر، آن خانه ۱۳۸۳
- خانه در خانه ۱۳۸۳
- گزارش‌هایی از آهن، آهنگر و آهنگرخانه (هفت فیلم کوتاه بر اساس آثار بهروز حشمت) ۱۳۸۳
- خانهٔ بامَسِ مهربان ۱۳۸۴
- داریوش و بانو ۱۳۸۴
- آخرین بازمانده: شهربانو ۱۳۸۴
- انگشت‌های پای چپ ۱۳۸۶–۱۳۷۹
- بُرنا ۱۳۸۶
- ذاکر ۱۳۸۶
- کهنه، نومی شود ۱۳۸۷
- دره گوران، گهواره‌ای که تکان می‌خورد ۱۳۸۷
- مدارس جلفای نو (به زبان ارمنی) ۱۳۸۹
- لگراند ۱۳۸۹
- عزت اگر به قهوه‌خانه نیاید ۱۳۸۹
- شیرین نساء خانه ات کجاست ۱۳۸۹
- معلا تنها نیست ۱۳۹۰
- نجار پسر عطار ۱۳۹۰
- من و یک نوبت صیادی ۱۳۹۰
- خانه‌ای که پسرش را در شهر گم کرده ۱۳۹۰
- خدیجهٔ نی‌زن و رمه‌هایش (تدوین و تهیه) ۱۳۹۱
- داس‌های اوسا جلیل ۱۳۹۱
- مادرم، بُرزولان ۱۳۹۱
- آسبادهای " نشتیفان "، کنار قبرستان ۱۳۹۱
- بی اسب هم ترکمنم ۱۳۹۱
- برادران طایفهٔ اسماعیلی، همسران و فرزندان … ۱۳۹۱
- حباب … ۱۳۹۱
- بچه قصاب، قصاب، گوسفندان و کبوتران … ۱۳۹۱
- گیسو … ۱۳۹۲
- ماسوله با خسرو می‌خندد … ۱۳۹۲
- با گاوهای یوسف … ۱۳۹۲
- چهار پنجره رو به یک حیاط … ۱۳۹۲
- همهٔ بیماران این پزشک … ۱۳۹۳
- گزارش در و پنجره‌های مانده … ۱۳۹۳
- شاعری که به مردمش نان می‌دهد … ۱۳۹۳
- این بامداد خسته … ۱۳۷۶–۱۳۹۴
- یک جمع گُداری … ۱۳۹۴
- ذاکر[۲]